# Middelburg (stolica tytularna)
Middelburg – stolica historycznej diecezji w Niderlandach, współcześnie w Holandii. Powstała w 1559, przestała istnieć w 1603, kiedy to terytorium diecezji włączono do wikariatu apostolskiego Batavia.
Od 2018 katolickie biskupstwo tytularne. 